# ギブソン・レスポール
レスポール、レス・ポール・モデル（Les Paul Model）は、ギブソン社が1952年から製造・販売を行っているエレクトリック・ギター。フェンダー社のストラトキャスターモデルと並びエレキギターを代表するモデルとされる。
アメリカ合衆国のギタリスト、レス・ポールのアーティスト・モデルであり、本来は「レス・ポール・モデル」と呼ばれるべきであるが、日本では「レスポール」と表記するのが正しいとされ、輸入代理店もこの表記をとっている。
2022年現在、「LES PAUL」は楽器を指定商品としたギブソン・ブランズ・インクの登録商標であり「レスポール」という商品名でこのモデル（を含んだ楽器全般）を販売や販売許可できるのはギブソンのみである。しかし意匠権の取得はされていないため多数のメーカーから「レスポールタイプ」等として同形のコピー商品が「レスポール」以外の名称で販売されている。
ギブソン傘下のエピフォンには同社から許可されているので販売できる。

## 概要
レスポールはギブソン社初のソリッドギターであり、前述の通りレス・ポールとの共同開発の、彼のシグネチャーモデルである。レスポールとして最も知られているのはスタンダード、カスタムの2種類であるが、その他にもスペシャル、ジュニア、デラックス、スタジオ、クラシックなど多くのモデルが存在する。

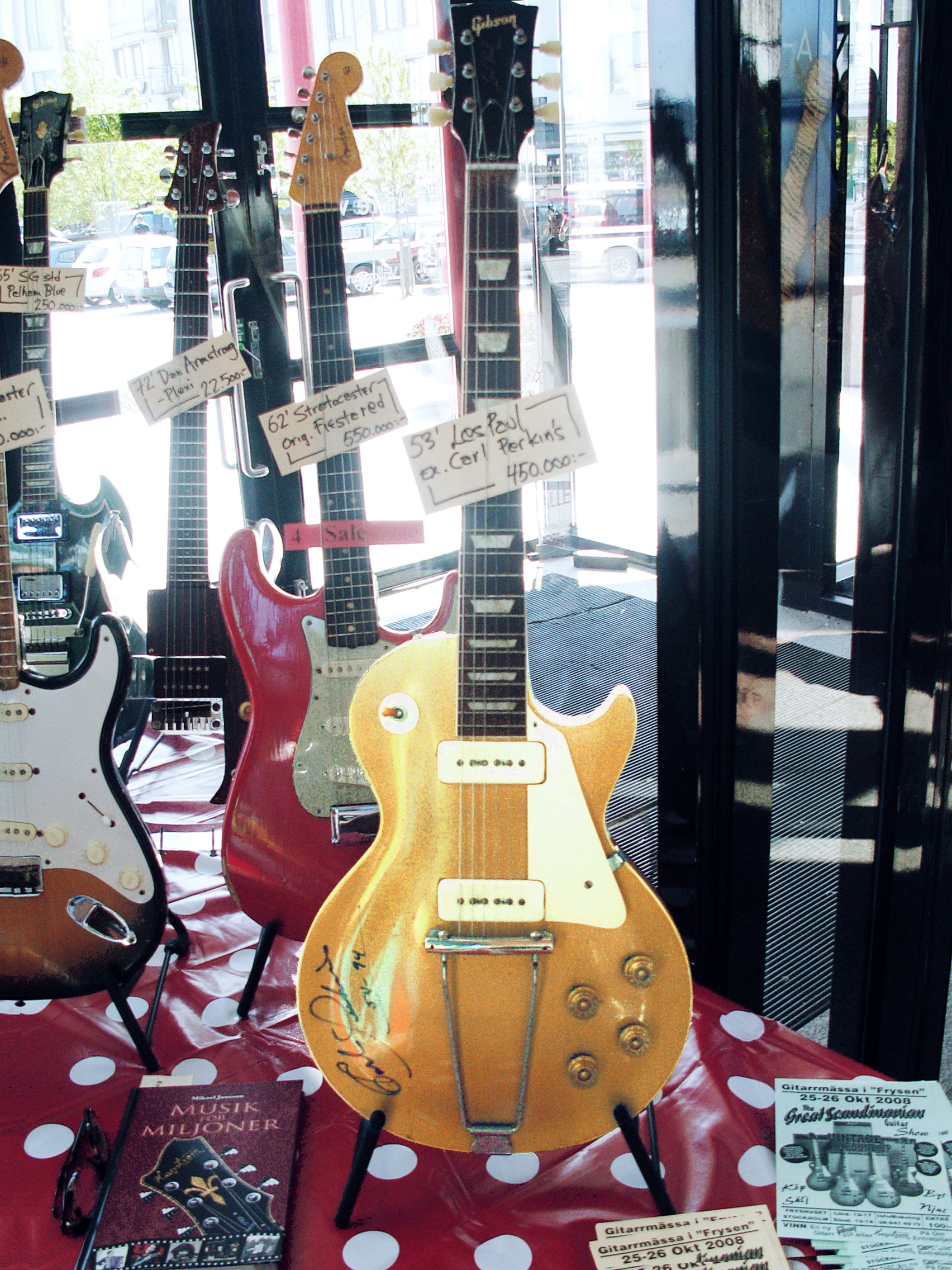
1952–53 Goldtop trapeze bridge仕様

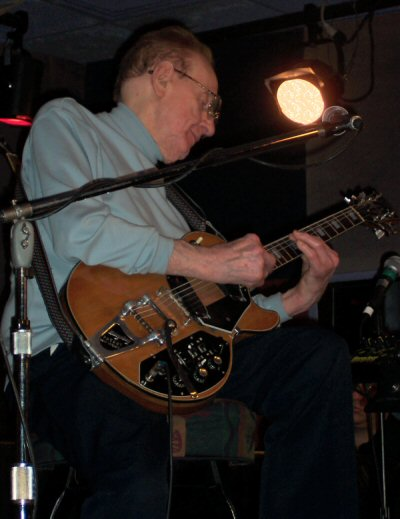
レス・ポールと、本人が晩年愛用したレスポール・レコーディング

共同開発とは言え、実際の開発はギブソン社にて行われた（レス・ポールが作成した“ログ”ギターは参考にしている）。レス・ポールからの中間プロトタイプに対するアドバイスは、ゴールドカラーの採用（高級に見える）と、自身がパテントを持つトラピーズブリッジの採用という程度でしかなかった。レス・ポールは表面のメイプル材を分厚くするように要求したが、非常に重くなってしまうこととコストがかさむ事から却下された。
基本的なデザインは高フレット部が弾きやすいようにネック付け根の下側が削られたシングル・カッタウェイのアーチドトップ・ボディにフロントとリアにふたつのピックアップを搭載、ネックは仕込み角をつけたセットネックで、それぞれのピックアップ専用のボリューム、トーンコントロールが備わっている。

### ピックアップ

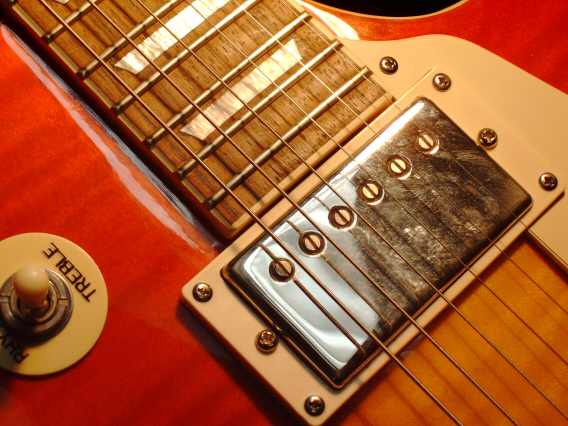
スタンダード・モデルのフロントピックアップ周辺

当初、レスポールモデル（ゴールドトップ）には1952年から1956年までシングルコイルのP-90タイプを、1954年から1956年製のカスタムにはフロントにP-90とは全く違う内部構造と長方形のポールピースを持つアルニコV、リアにソープバータイプのP-90という組み合わせで、ピックアップが搭載されていたが、レスポールが有名になったのはやはり1957年モデルから採用された「P-490」ピックアップが搭載された頃からである。このピックアップはセス・ラヴァーの設計によるもので、シングルコイルを二つ並べたようなダブルコイル（いわゆるハムバッカー）となっている。コイル二つの巻く向きと磁極を逆にしてノイズをキャンセルする仕組みになっていて、副作用としてシングルコイルよりは高域特性が悪く、しかも大きな音が出ることになったが、これがレスポールタイプのギターの魅力となっている。このハムバッカー構造を持つピックアップは特許出願され、そのことを示す「特許出願中(Patent Applied For)」のシールが貼ってあったことからP.A.F.と呼ばれた。P.A.F.ピックアップはスタンダード・モデルとカスタム・モデルに採用されたが、廉価モデルであるジュニアとスペシャルにはP-90が搭載され続けた。P.A.F.ピックアップ製造開始の頃はコイル巻線機には自動停止機構が無かったため、巻線数は設計値（5000ターン）より多めで、しかも個体差が大きい。また、経年変化により発生するボビンの「樹脂痩せ」という現象の結果、コイル巻き線が製造当時より緩み、張力低下から巻線断面積や線間距離の増加を招く。これによる浮遊容量増加がサウンドに大きな影響を与えている。
すなわち、オリジナルのP.A.F.ピックアップの現在のサウンドは、製造時のばらつきによる初期個体差に加え、その後の経年変化が影響を与えてしまった結果によるものであり、一つひとつが異なった個性を持っている。したがって、それを人為的に復刻することは難しい。
また、後年のハードロック全盛期に、ピックアップ出力の増大や、音色変更（高音域の感度向上）を狙いピックアップ表面のニッケルかクローム製の金属カバーを取り外すことが流行し始めたが、その時になって樹脂ボビンが黒でなく白い個体が存在することが判明した。元々白い樹脂材料に黒着色剤を混ぜてボビン成型をしていたが、ボビン納入メーカーで1958年途中から1960年暮れにかけてこの着色剤が不足したためである。替わりの着色剤としては、他の樹脂パーツと同じクリーム色が用いられた。固定ポールピース側の黒ボビンが先に不足したため、まずそちらが白い個体が出始めた。そのうちアジャスタブル側ポールピースの黒ボビンも無くなり、両方白い個体が製造された。両方黒いものは通称「レギュラー」、片側が白いものは通称「ゼブラ」、両方白いものは通称「ダブルホワイト」と言う。前記のいきさつによって、ほとんどのゼブラは固定ポールピース側ボビンが白いが、きわめて稀に逆のゼブラが存在することも知られている。白いボビンが使用された時期はサンバーストカラーのレスポールの製造時期とほぼ重なり、後期ほど白ボビンの混入確率が高いことになるが、レスポール以外のモデルにも使用された上、ピックアップ単体で交換可能なため、ダブルホワイトやゼブラが付いていることで知られる有名個体でも最初から付いていたのか後年に移植されたのかを検証することは難しい。当然のことながら、ボビンの色がサウンドに影響することはない。

### ブリッジ

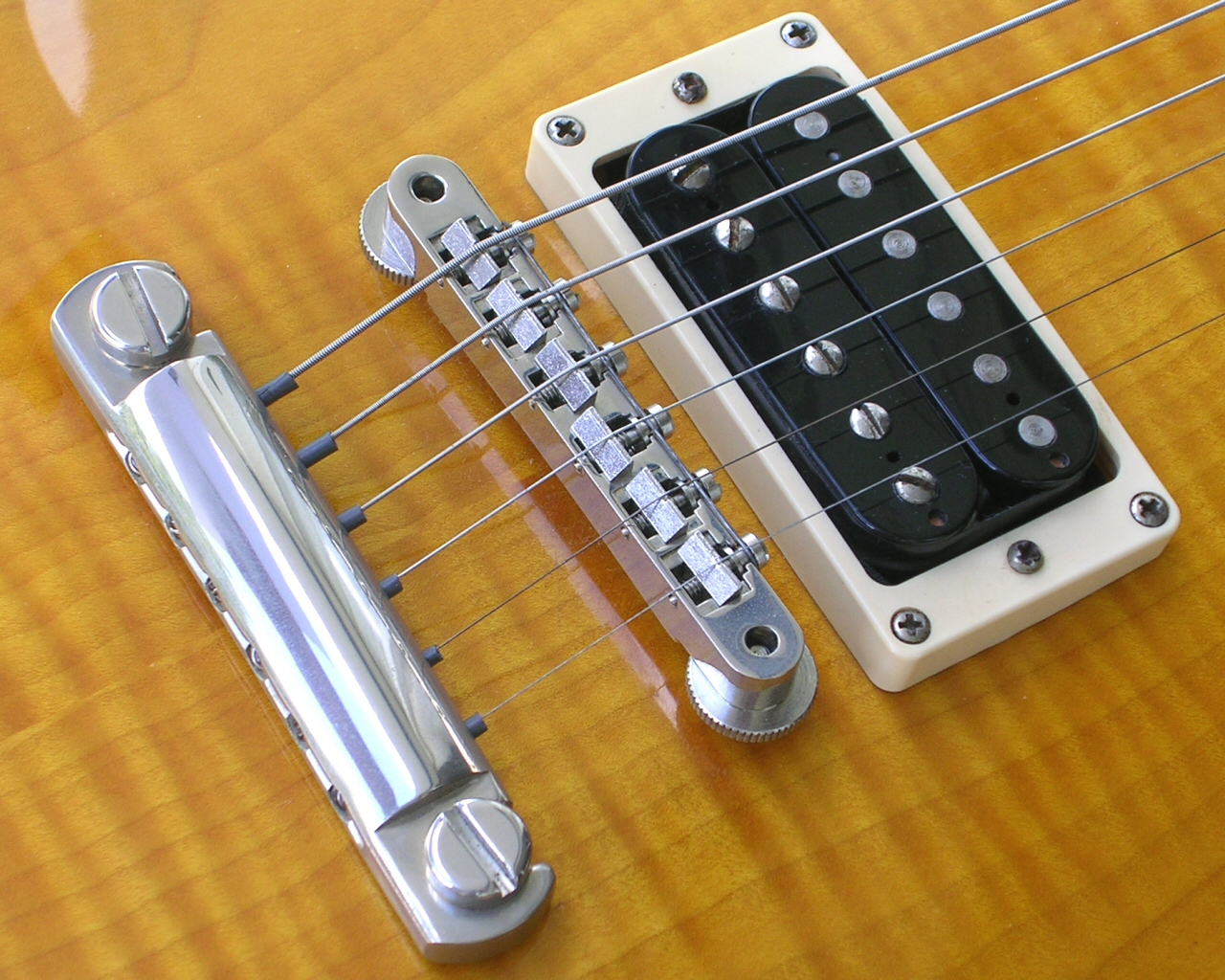
チューン・O・マチック・ブリッジとストップ・テイルピースを組み合わせた現行のブリッジ周辺

レスポールのブリッジ部は、特殊な物をのぞき3種類の仕様が存在する。ブリッジの変遷に合わせてネックの仕込み角も変化している。
トラピーズ・ブリッジ
レス・ポールの考案したブリッジ形式で（ポール自身がパテントを持っている）、金属のバーをブリッジ部としボディエンドで三角形に固定したものである。弦をブリッジ下から通さなければならないため、構造上ブリッジ・ミュート奏法が不可能。
ストップ・テイルピース（スタッド・ブリッジ）
1953年後半から採用され、翌1954年発表のジュニア及び1955年発表のスペシャルにも搭載された。これは弦を固定する能力のみで、オクターブチューニング調整が難しかった (6本の弦全てを正確なオクターブピッチが得られるようにチューニングするのは確かに難しいが、このタイプのテイルピースは両端のイモネジを前後させることにより、オクターブチューニング自体は可能である)。"ラップアラウンド・ブリッジ"、"バー・テイル/バー・ブリッジ" などの呼称もある。
チューン・O・マチック・ブリッジ&ストップ・テイルピース
ストップ・テイルピースにオクターブ調整用のブリッジ（ABR-1）を追加したもの。1954年に発表された上級機種のカスタムに搭載され、1955年後半から1958年前半のゴールドトップのレスポール及び1958年後半以降のスタンダードにも採用された。細かなオクターブ調整のほかに使用者の好みに合った弦のテンション（張力）微調整もできるようになり、現在も他のギターも含め「定番」として使い続けられている。
チューン・O・マチック・ブリッジ本体にはバリエーションがあり、1956年 - 1959年仕様のリテナー・スプリングがない前期型ABR-1と、1960年仕様のリテナー・スプリングが装着された（弦を全て外してもブリッジが脱落しない）後期型ABR-1と、1970年代から採用されているナッシュビル・タイプの3種類が存在する。ちなみにナッシュビル・タイプは前期・後期ABR-1より可変範囲を稼ぐためにABR-1より幅が広くなっている他、前期・後期ABR-1ではブリッジの駒を逆向きに装着することができたがナッシュビル・タイプでは不可能となっている。
ロッキング・トーン・プロ・ブリッジ&ストップ・テイルピース
見た目はチューン・O・マチック・ブリッジ&ストップ・テイルピースと似ているが、ブリッジ、テイルピース共にいもねじが付けられている。弦交換などの際に弦を全て外しても、ブリッジとテイルピースが固定されるようになっている。2008年以降のレスポール・スタンダードに使用されている。
この他、特注モデルでは顧客の注文に応じてビグスビーの各種トレモロ・ユニットが最初から装着される場合もあった。後付け改造モデル特有の標準ブリッジ取り付け穴を埋めた痕跡が無いことで判別可能である。

### 木材と構造
スタンダード・モデルは、ボディのバックにマホガニー、トップにハード・ロック・メイプル（別名イースタン・メイプル）という2種類の木材を貼り合わせた独特の構造を持つ。メイプル材1/2インチ（12.5mm）とマホガニー材1+3/4インチ(44.5mm）の厚みのバランスはサステイン持続量から決定された。開発途中では更なるサステインを求めたレス・ポールより厚さのバランスを逆にする意見も出たが、重すぎるという理由でギブソン社に却下された。一方、ネックはマホガニーワンピースを基本としながら、材料歩留まりを考慮してヘッド部両端は別ピースが接着されている（通称「耳貼り」）。1976年からの再発モデルにはメイプルネックも一時期存在した。カスタム・モデルやジュニアモデルはマホガニーボディである。初期のゴールドトップモデルでは、表面のメイプル材はランダムな幅の2 - 3ピースであったが、1958年のサンバースト塗装の適用に当たりバイオリン属のボディ裏面に見られるようなブックマッチの2ピースとされた。
ブックマッチを採用するためにはゴールドトップモデルの倍の厚さのメイプル素材が必要となる。それまでは1/2インチ厚に仕上げるために5/8インチ厚の素材を使用していたため、その倍ならば5/4インチという、当時の製材規格外れの厚さになってしまった。これに近い規格製材厚は床材等に使用される4/4インチであったが、切り開き鋸引き代やその後のカンナ代を考慮すると厚さ不足となる。妥協しなかったギブソン社であったが、製材の引き受け業者が中々見つからず、材料入手の困難に直面することとなった。このため、細々としか入荷しないメイプル材はカットロスを極力抑制する必要があり、さまざまな工夫がなされた（ただしメイプル材自体が貴重になった現在とは異なり、5/4インチ厚の板材が入手困難なだけであった点に留意されたい）。
一例として、切り開いた片側の板材のみがシミ、割れ等で不適であった場合でも残った片側の板を保管しておき、色合いが似た材（カラーマッチと呼ばれる）または、木目が似た材（パターンマッチと呼ばれる）を選別して組み合わせて使用された。クレームになりやすい（人間が認識しやすい）のは色の違いであるため、カラーマッチの方が優先された。また、ブックマッチの場合には、切り開いた材を組み合わせる関係上、片側が木表、片側が木裏となるが（木裏の方が若干くすんだ色味になる）、カラーマッチやパターンマッチの場合には、両方の材を木表で揃える（フリッチマッチ）ことも配慮されたため、ブックマッチ材ではない個体の材を総称してフリッチマッチと呼ぶことが多い。

### 木材の杢目
メイプル材にはフィギュア、もしくは杢（もく）と呼ばれる様々な美しい模様が発生しているものがある。そのような材を持つオリジナルモデルは現在では非常に高価に取引されている。しかし、発売当時は特に注目もされておらず、ギブソン社自体、売りにもしていなかった点が興味深い。これは、フリッチマッチの個体の片側の材のみに杢があるものが少なくないことでも裏付けられている（マッチングの要件として杢は対象外であったことになる）。杢の人気を決定づけたのは、生産打ち切り後10年以上経った70年代当時の洋楽雑誌において、まだ白黒が一般的であったミュージシャンのステージ写真に、半ば実物以上に強く写り込むことで広く認知されたためであり、その後、80年代には異常な人気を博すまでに至る。特にフレイムを始めとした特別な杢目を持った個体は、希少価値のある個体として高価なオリジナルモデルの中でも更に高値で取引されるようになり、現在国内で取引されるオリジナルのスタンダードの価格は2000万円を超えるまでになってしまった。オリジナルのレスポールに現れている杢としては、トラ目、もしくはフレイム（炎）、ピンストライプと呼ばれる縞模様系がほとんどであり、バーズアイやキルトと呼ばれるものはごく稀でしかない（これは、当時使用されていたハード・ロック・メイプル材の杢の傾向でもある）。
レスポール表面はバイオリン属のようなアーチドトップ形状に仕上げられているが、これはメイプル材を削り込んで成型されている。このため折角のブックマッチによる左右対称木目模様はボディセンター部を残して失われてしまう。対称模様の崩れを目立たなくするには柾目の材を選別使用すれば良いわけであるが、先に述べたような材料入手性の悪さからそのような贅沢は出来なかった。板目材のモデルではフリッチマッチとの判別が困難なほど左右の乱れが大きいものも珍しくない。もっとも、板目材も使用されていた別の理由として、マホガニーとのラミネート構造のおかげで板目材に起こりやすい反りの心配がなかったという点もある。
一方で杢の観点から見れば、柾目材の杢は比較的単純なピンストライプが多く、フレイムのような人気の高いものは板目と柾目の中間の板取をされた追柾目材であることがほとんどである。板目材では杢は現れないのが普通であるが、ごく稀に存在する板目の杢は非常に不規則かつ大胆であり、コレクターに珍重されている。また、バーズアイは板目にしか存在しない。このような杢の個体が存在することになったのも、メイプル材の「倹約励行」がもたらした偶然によるものである。現存するオリジナルレスポールにおけるメイプル材の柾目、追柾目、板目それぞれの存在割合は、一本の丸太を端からスライスして板取していったときに出来る割合とほぼ等しいと言われている。
ちなみに現在では、ヒストリック・コレクションなどの高級モデルには、美しい杢材の入手性が比較的容易なソフト・メイプル（別名ウエスタン・メイプル）が使われている。これはハード・メイプルよりも軽く、軟らかい材なので音色にも影響を与える。

### 塗装

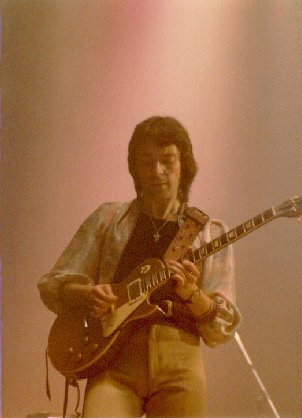
ゴールドトップのレスポールを弾くスティーヴ・ハケット

1952年の発売開始から1957年の中盤までゴールド・トップと呼ばれる金色のメタリック塗装を施されていたが、1958年後期から1960年にかけてはそれまでのソリッドカラーとは一線を画すサンバースト塗装と呼ばれるシースルーフィニッシュが施され、ボディ表面に使用されているハード・ロック・メイプルの木目が見えるようになった。以前のゴールドトップモデルと区別するために、新しいレスポールは「レスポールスタンダード」と呼ばれた。
サンバースト塗装を略してバースト塗装、もしくは単にバーストと呼ぶ場合もあるが、1958年-1960年のオリジナルレスポールスタンダードを指す愛称もバーストと呼ばれる。
スタンダードモデルの当初のサンバーストカラーは、下地として黄色塗装したボディに、アメリカンチェリーのような赤紫が、外縁から中央にかけて薄くなっていくグラデーションを掛けたものであった。チェリーレッドの塗装範囲は広く、ブックマッチの左右対称木目模様が崩れる部分をほとんど塗りつぶし目立たなくするよう工夫されていた。
下地の黄色は顔料系でありながら、木目を隠さない透過性を持つものが選ばれた。その上に塗られたチェリーレッドは、染料系の赤色と微量の濃紺色のブレンド塗料であったが、一般的な染料系塗料の例に漏れず、経年変化により褪色した。特に目立つわけでも無く注目もされていなかった杢が、褪色により美しく浮き出して見えるようになったのは、偶然の自然現象の積み重ねの結果によるものであった。
チェリーレッド塗膜の中では、特に赤色成分の褪色が早く、遅れて褪色する紺色成分や褪色しない下地の黄色層とのカラーバランスが変化して、表面ラッカー塗装の色焼けも加わり、紅茶のような茶色に見える変色をする場合が多かった（通称ティーバースト）。さらに褪色が進むと紺色成分も褪せていき、バースト塗装が辛うじて残っている状態（通称ハニーバースト）を経由して、最終的にはバースト塗装は完全に褪色する。この場合、顔料系であるため全く褪色しない下地の黄色層とアメ色に色焼けしたラッカー層の色のみが残ったオレンジ色（通称レモンドロップ）の状態に落ち着く。褪色のコンディションによっては、ティーバースト段階の後に、ごく稀に、赤色成分のみが先に完全に褪色することで外縁部が緑に見える通称グリーンバーストと呼ばれる状態になることもある。一方、メイプル材をブックマッチに切り開いた際、面の端の方にシミなどがあった場合、それがボデー外縁部になるようにブックマッチした上で、シミが目立たなくなるように通常のチェリーレッドよりも紺色成分を多くした暗い色を濃く塗装して誤魔化したモデルもあった（材の項目にある通り、メイプル材のカットロスを極力減らす必要があったからである）。これは、その後の褪色で外縁部が通称ダークバーストやタバコバーストと呼ばれる焦げ茶色となり、中には隠そうとしたシミが褪色で再び透けて見えている個体も存在する。
このチェリーレッドの褪色はバースト販売後1年程度という早い段階から発生し始め、顧客からのクレームにもなったため、1960年のモデル末期にはチェリー塗装も褪色しない顔料系に変更された。顔料系では塗料を混ぜるほど色が濁ってしまうため、単色の赤が選ばれた。顔料系ながら下地層の黄色同様に透過性があるため、若干オレンジがかって見える。これは今では通称60年チェリー、もしくはタンジェリンレッドと呼ばれ、現在でもほとんど褪色していない。1960年モデルはネックが薄くなったことでサウンド的にも59年までのモデルと異なるため、カラー、サウンドともに1958年、1959年よりは人気は低めであり、レプリカの対象とされることは少ない（それでもオリジナルの1960年モデルであれば超高額であることに変わりはない）。
表面ラッカー層は登場から現在まで一貫してニトロセルロースが使われている。経年変化については、一般的な「色焼け」と呼ばれる現象の他に、使用・保管状況によりニトロセルロースラッカー特有の現象である塗膜の細かなひび割れ（ウェザーチェック）が発生しているものがある。
この他、当時から特注モデルとして、白や黒のソリッドカラー、もしくはチェリーレッド単色のモデルが製作された。また、近年のアーティストモデルでは、演奏家の趣味に合わせた様々な塗装が採用されている。
一方、ボディ裏面やネックといったマホガニー材部分は、赤系の目止めを施した後に、表面と同じ染料系チェリーレッド塗装が施されている。こちらも経年変化により褪色し、茶色みを帯びた後に完全に消え、マホガニー材の材色に戻ってしまう。ただしマホガニー材自体が赤いため表面ほど褪色度合は目立たない。オリジナルモデルの裏面で興味の対象とされるのは、褪色ではなくベルトバックル傷と呼ばれる塗装の剥がれ位置である。ギターを高い位置に構えるジャズ系ミュージシャンのステージが主な活躍舞台であった場合、バックル傷は高音弦側になり、ハードロック系のそれはギターを低い位置に構えた結果、低音弦側の、それもボディ端になるといった具合に、そのギターが辿ってきた歴史が文字通り「刻まれて」いることが多い。

## レスポールの歴史

### オリジナル・レスポールの登場から生産中止
前述のように、レスポールは1952年に登場し、ブリッジ及びピックアップ、塗装の仕様変更を経て、1958年にその仕様が完成された。この1958-1960年製のサンバースト・モデルは現在では、エレクトリック・ギターの中でも最も高額な数千万円で取引されている個体群であるが、まだロックンロールが誕生して間もなかった発売当時の音楽シーンにおいては、サウンドにパワーがありすぎてコントロールしづらく、重量も重いということで、一般的な人気を得るには至らなかった。この結果、このオリジナルのサンバースト仕様は約1,400本製作された程度で製造中止となった。

### SGシェイプへのモデルチェンジ

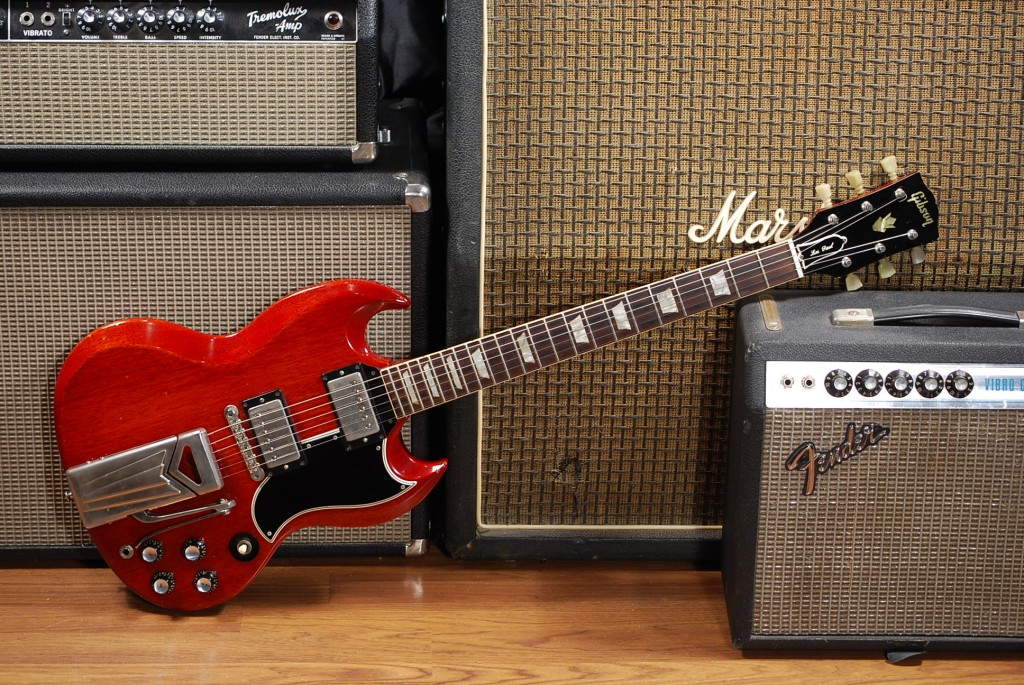
1962 Les Paul Standard (SG Standard)

1960年、ギブソンは、レスポールよりはるかに軽量なFender社のダブルカッタウェイデザインのStratocasterとの競争により、エレキギターの販売が減少した。それに応じて1961年、「レス・ポール・モデル」は、オールマホガニー材ソリッドボディのダブルカッタウェイの薄くて軽量でフラットなトップのボディとビブラートシステムを備えたブリッジにフルモデルチェンジ。ハイフレットへのアクセスをさらに容易にするために、ネックとボディの接続は22フレットに移動し、細いネックと小さなヒールを備えた。シンプルなボディ構造により製造コストは大幅に削減され、新しいレスポールは、"fastest neck in the world"を持っていると宣伝され販売したが、再設計はレスの知らないうちに行われたため、本人はこれに納得せず、彼との契約は打ち切られた。この結果、指板とピックアップの間、もしくはトラスロッドカバーに「レス・ポール・モデル」とロゴの入っているこの製品は1963年でロゴが削除され、ソリッドボディのこのギターはSG（「ソリッドギター」の略の意味）として継続して生産され続けている。

### エリック・クラプトンによる再評価
1964年、レスポールスタンダードへの関心が再び高まった。ローリング・ストーンズのキース・リチャーズはビグスビートレモロテールピースを装備した1959レスポールスタンダードの使用を開始し、イギリスのシーンでレスポールを演奏する最初の「スターギタリスト」になり、ブリティッシュブルースブームのレスポールの使用に弾みを与えた。1966年、フレディ・キングとヒューバート・サムリンに影響を受けたエリック・クラプトンが、ジョン・メイオール&ザ・ブルースブレイカーズのアルバム『ジョン・メイオール&ザ・ブルースブレイカーズ・ウィズ・エリック・クラプトン（Blues Breakers with Eric Clapton）』に参加した曲で聴ける、レスポールとマーシャルアンプの組み合わせによるディストーション・サウンドは「極上のサウンド」と絶賛された。そして、その組み合わせはそれ以後のブルース・ロック、ハードロックサウンドに不可欠なものとなった。この時期、ピーター・グリーンやマイク・ブルームフィールド、ミック・テイラーなどが、相次いでレスポールを使い始めた。
ロック・ギタリスト達による再評価を受けて、レスポールの需要が再び高まると、ギブソンはポールと再契約の上、1968年にスタンダード(ゴールドトップ塗装、P-90ピックアップ搭載モデル)、カスタムの両モデルを再発した。しかし1969年以降、「デラックス」や「プロフェッショナル」「レコーディング」などの新しいシリーズを発売したものの、SGモデルが定着した以外は商業的には不成功に終わっている。

### ECLとノーリン時代

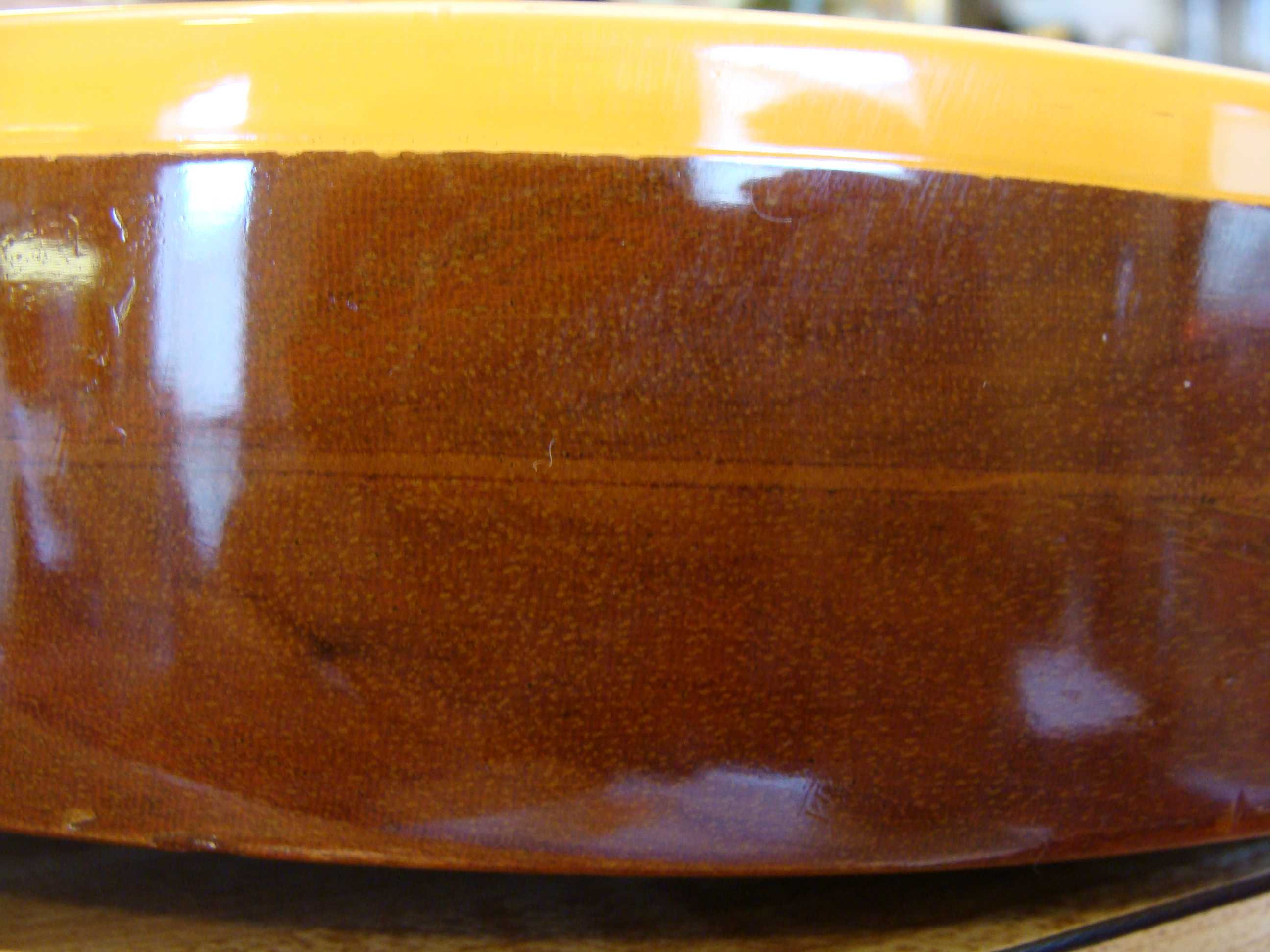
Norlin時代のクロスバンディング、マルチピースボディの端に見られるパンケーキのようなレイヤー

1969年、ギブソンの親会社（シカゴ楽器）がコングロマリットECLに買収された。ギブソンは、1974年にNorlin Musical Instrumentsの子会社になるまで、CMI（Chicago Musical Instruments）の管理下にあり、これらの所有権の変更は、「Norlin Era」と呼ばれることが多く、当時のギブソン製品の品質が低下、レスポールも仕様が変更され、ネックの破損を減らすためにヘッドの付け根裏側にボリュートの膨らみが追加された。ネックの材はワンピースのマホガニーからスリーピースのメイプルに変更され、ボディも、メイプルトップを貼ったワンピースマホガニーから、複数のメイプルトップ+マホガニーの複数のスラブに変更された。これは「マルチピース」構造と呼ばれ、「パンケーキ」ボディと呼ばれることもある。「パンケーキボディ」という表現は、実際には、マホガニーの2つのスラブの間にメイプルの薄い層を挟み、メイプルトップで作ったボディを指す。メイプルの粒はマホガニーの粒に対して90度に配置され、「パンケーキ」ギターの端を見ると、層のようなものがはっきりと見える。この製法は「クロスバンディング」とも呼ばれ、安価で容易に入手できる薄いマホガニーを消費するために行われ、1977年までこの仕様で生産された。
この時代に、ギブソンはレスポールレコーディングなどの新しいモデルの試みを始め、たがその複雑な電子回路のため、一般のギタリストには不評だった。他の目立たない変更には、オプションのメイプル指板（1976年）、ピックアップキャビティのシールド、およびABR1 Tune-o-maticブリッジより大きいナッシュビルブリッジへの変更等があったが、1970年代、レスポールの大系は、S-1、ソネックス、L6-S、およびクラシックなレスポールの派生ではない他のギブソンモデルに組み込まれた。

### ジミー・ペイジ登場によるレスポール人気

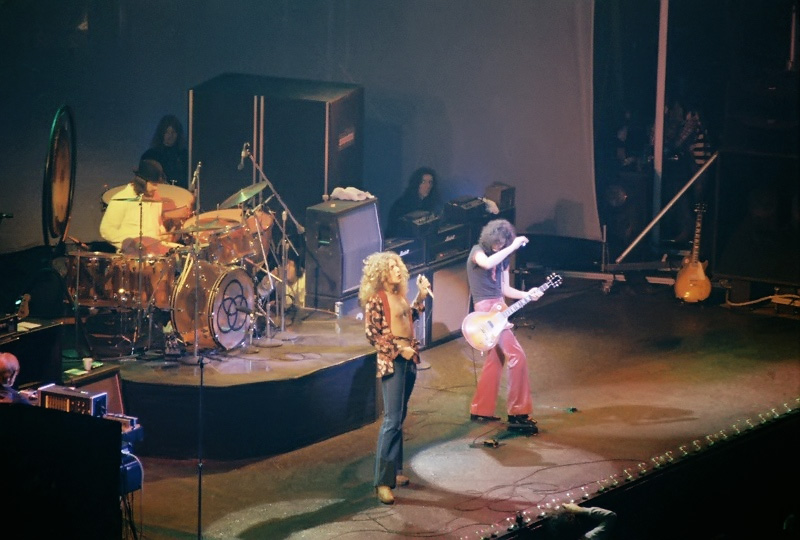
レッド・ツェッペリンでレスポールスタンダードを弾くジミー・ペイジ

1970年代に入るとレッド・ツェッペリンのジミー・ペイジがメイン機材をテレキャスターからレスポールに持ち替え、レスポールの人気をさらに高めた。長いストラップで腰よりも低い位置で、58年製のバーストを弾く姿は、当時のギターキッズたちに「レスポールは低い位置で弾くもの」という流行を生んだ。他にもポール・コゾフやピーター・グリーン、ミック・ロンソン、エース・フレーリー 、ミック・テイラー、ディッキー・ベッツなどの名立たるギタリスト達がレスポールを愛用した。

### 次世代ギタリスト登場による人気再燃

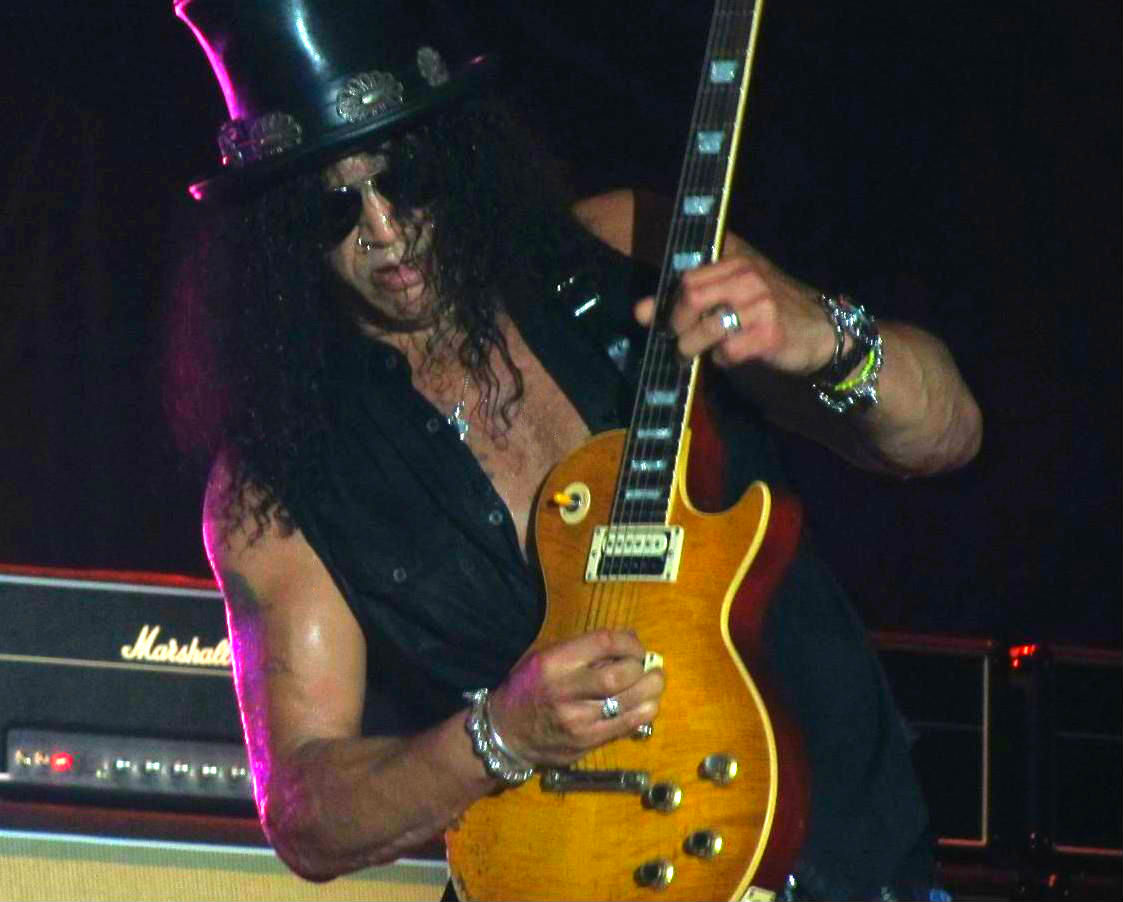
レスポール人気復活の立役者となったスラッシュ

1970年代後半のフュージョン・ブーム、さらに1980年代のLAメタルシーンなどではトレモロ・ユニットを搭載したストラトキャスター・タイプのギターが席巻し、レスポールはほとんどみられなかったが、1980年代後半に入って、ガンズ・アンド・ローゼズのスラッシュやオジー・オズボーン・バンドのザック・ワイルドなどがレスポールをメインギターで使用しだし、その太く艶やかな音色とワイルドなプレイによって、レスポール人気は再熱する。
1986年1月、ギブソンは再び所有権を変更し、さまざまなレスポールモデルの製造を開始した。

### ギブソン・カスタムショップの設置
1970年代にはオリジナルのバーストとはかなり異なる仕様で生産されていた、レスポールであるが、1980年にはオリジナルに相当程度近づけた「80」や「エリート80」などの高級モデルが登場。1980年代中期になると、スタンダード・モデルがやはりオリジナルのバーストに近い仕様となった。1986年、ヴィンテージモデルに対する高い需要に応えるため、ギブソンは社内に設置された高級品専門工房「カスタムショップ」部門を設立。当初は初期のレスポールの正確な複製と単発モデルの製作を開始、また、1990年代に入ると、よりオリジナルのバーストに近いシリーズ「ヒストリック・コレクション」の生産が始まった。
2015年よりGIBSON USAの大半のモデルにオートチューニングシステムGibson G-FORCEを採用。2016年まで。
2017年の時点でギブソンは、機能や電子機器、仕上げが異なるバリエーションを提供している。たとえば、最新のスタンダードは、より幅広い音を提供するスプリットコイルピックアップを搭載しており、トラディショナルモデルは1950年代から1980年代のより基本的な機能を提供し、クラシックモデルはさらに他の機能を有する。スペシャルモデルとスタジオモデルには、より基本的なレベルに仕上げてあり、これらは異なる価格帯でギブソンUSAより販売されている。消費者の需要により、現代のデジタルエレクトロニクスを搭載したタイプから、1952年から1960年のクラシックなリイシューモデルまで、幅広い選択肢で定番で入手可能である。

## バリエーション

### レスポール・ゴールドトップ (Les Paul Goldtop)（1952–1958、1968-現在）

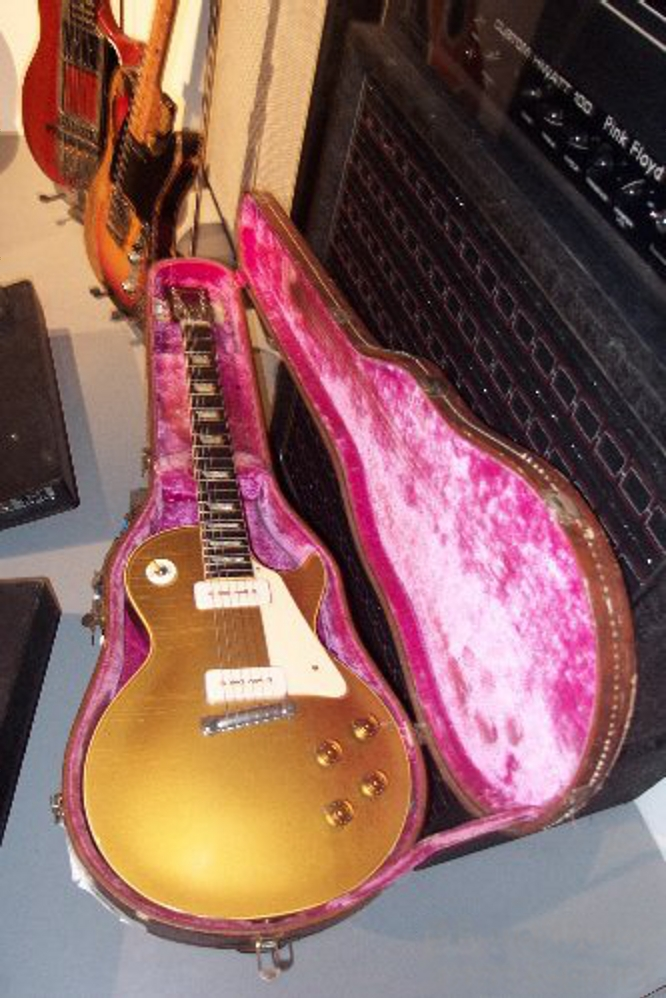
1953–55 Goldtop stopbar bridge仕様

初めてレスポールが誕生した1952年から1958年までに生産されたモデル。当時は単にレスポール・モデルと呼ばれ、後にゴールドトップと区別の為に呼ばれる名称の通り、ボディトップのメイプル材にレスポール本人の指示で金色の塗装（ゴールド・フィニッシュ）が施されている。1952年初頭のレスポールにはシリアル番号は発行されておらず、一部では「LPモデルのプロトタイプ」と見なされていた。しかし、1952年の後半、レスポールにはシリアル番号が発行され、バインディングされた指板も付いた。これらの初期モデルの一部の設計仕様はさまざまだった。ゴールドトップレスポールの重量と色調の特徴は、主にマホガニーとメイプルの構造によるものだった。
ブリッジは1952 - 53年製モデルにはトラピーズ・ブリッジが採用されたが、1953 - 55年製モデルはスタッド・ブリッジ（ストップ・テイルピース）に代わられた。この機構は、事前にイントネーションされたブリッジとテールピースを、リアピックアップのすぐ後ろにある2つのスタッドと組み合わせたものであるが、ただし、オクターブチューニングと弦高の調整機能は制限されていた。1955年後期以降のモデルはストップ・テイルピースとチューン・O・マチック・ブリッジへと変更され、ギターの上部に直接取り付けられた独立したブリッジとテールピースで構成され、簡単にオクターブチューニングや弦高が調整可能なブリッジとサステインキャリーテールピースを組み合わせた。それ以来、この機構はほとんどのレスポールを始め、他社の模倣を含めたギブソン系ギターで使用されている。ヘッドのチューナーはKluson製。
ピックアップは1956年製モデルまではP-90。初期の一部には、クリーム色のプラスチックカバーではなく、黒のピックアップが取り付けられた。1957年製モデルはP.A.F（ハムバッキング）に変更された。
1958年後期のモデルからは、ボディトップの塗装にサンバースト・フィニッシュが施されたレスポール・スタンダードへと引き継がれた。
現在、これらのモデルはヒストリック・コレクション・シリーズとして、カスタムショップで定番扱いで再生産されている。

### レスポール・カスタム (Les Paul Custom)（1954–1960、1968–現在）

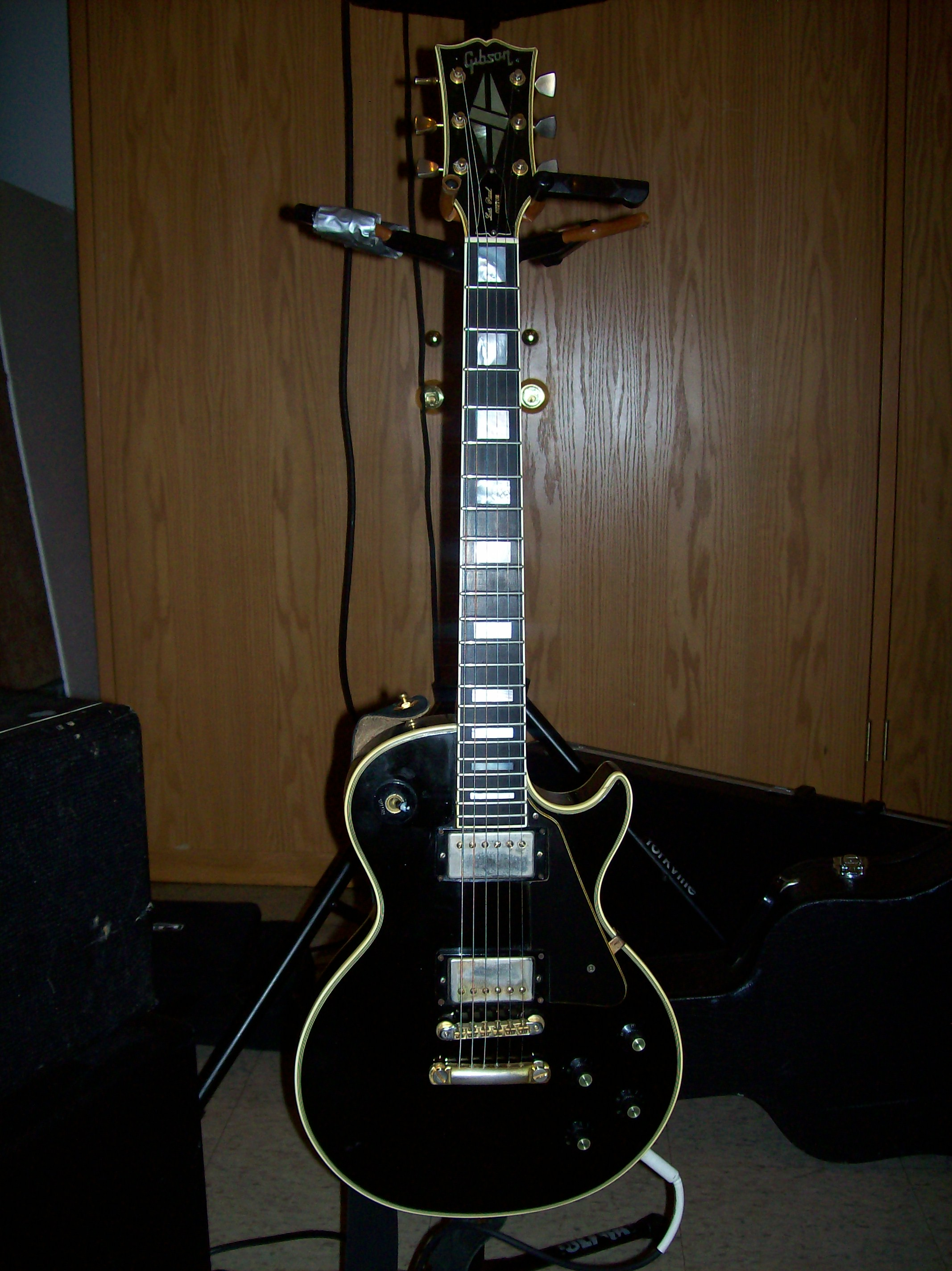
1974年製レスポール・カスタム

ギブソン・レスポールの高級仕様バリエーション機種。

### レスポール・スタンダード (Les Paul Standard)（1958–1960、1976–現在）

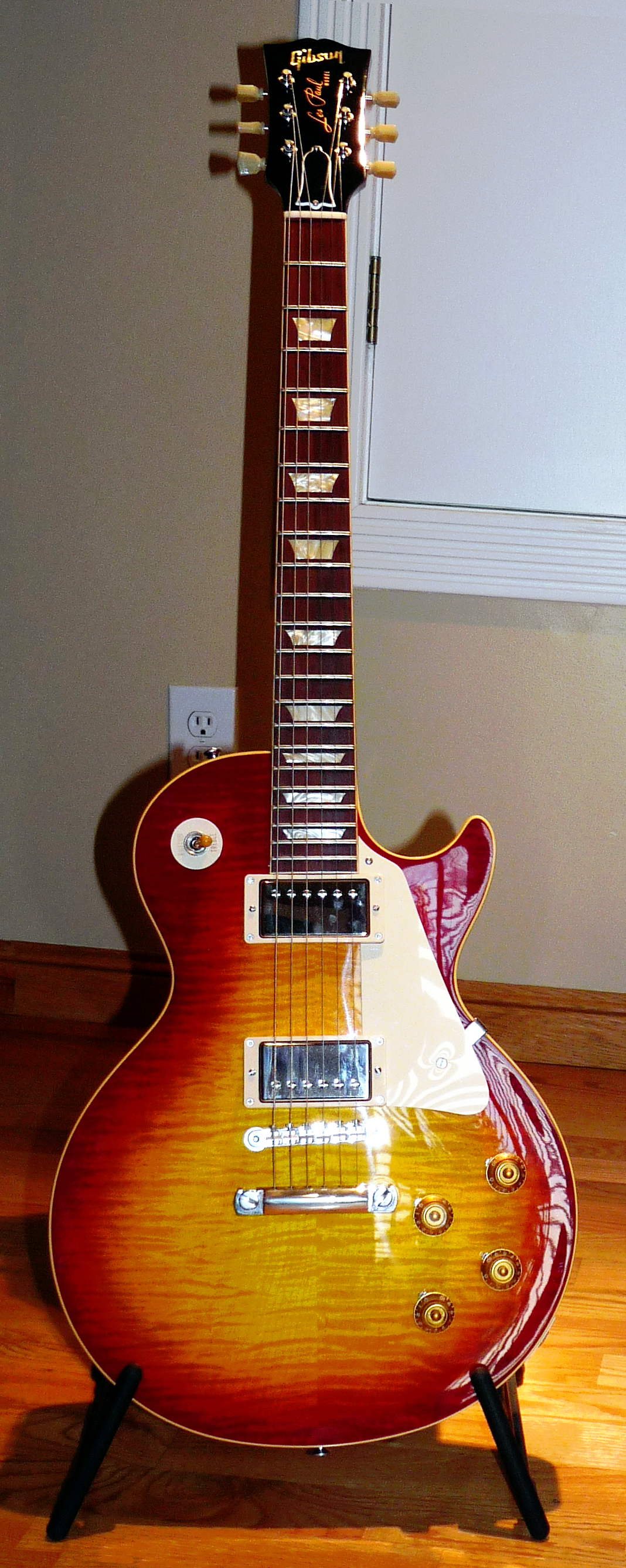
Gibson Custom 50th Anniversary 1959 Les Paul Standard (2009)

1958年には、以前のゴールドトップモデルと区別するために、新しいレスポールは「レスポール・スタンダード」と呼ばれた。PAFハムバッカーピックアップ、メイプルトップ、ストップテールピースまたはビグスビートレモロテールピースを備えたチューンオマティックブリッジなど、1957ゴールドトップのほとんどの仕様が新しいモデルに引き継がれた。金色の塗装は、ギブソンのフラットトップとアーチトップのアコースティックギターとフルアコ、セミアコで長く使用されているサンバースト仕上げのチェリーレッドバージョンに置き換えられ、メイプルトップが透けて見えるようになったため、無地の「プレーントップ」のメイプルか、ブックマッチした2枚の（カーリーまたはキルティング）メイプルで作られた。1958–60年の仕様は、年ごとに、ギターごとに異なり、典型的な1958年製モデルは、ネックが厚く、フレットが薄く、フレットの高さが低かったが、1959年製モデルは、フレットに従来のものより幅広の「ジャンボ・フレット」が採用され、1960年製モデルは、ネックは断面が薄い「スリム・テーパード・ネック」、広いフレットが採用された典型的な1960ネックに発展した。コントロール・ノブも1960年中期からメタルプレート付きに仕様が変更された。
1958 - 59モデルで使用されたチェリー色の染料は、紫外線にさらされると急激に色あせたので、1960年の初めに、透過性が少なく、オレンジ味がやや多い色あせしにくい配合に改良された。これは「トマトスープバースト」と呼ばれることもある。スタンダードモデルの最初の生産は1958年から1961年の初めまで続き、これらの初期モデルのうち約1700本のみが製造され、この3年間に製造されたスタンダードモデルは愛好家にはBurst（バースト）と呼ばれ、その後1本数千万円の非常に高価で貴重なギターになった。
1961年にギブソンがレスポールモデルをモデルチェンジしてダブルカッタウェイのソリッドボディを採用（後のギブソンSG）したときに生産は終了したが、需要が多かったため、ギブソンは1976年にレスポール・スタンダードの生産を再開した。
2008年生産モデルより、以下の部分の仕様が大きく変更された。
- ゴトーのクルーソン・コピーだったペグからグローバー製のロック式ペグに変更、チューニングの狂いが減少。
- ボディ裏のパネルがクリアー化、内部構造が見えるようになった。
- マホガニーのボディバックはソリッド構造（軽量化ホールあり）から、一部がくり抜かれたチェンバード構造（セミホロウ構造）となり、従来のモデルよりも軽量化（この加工は2006年後半から2008年までに生産されたスタンダードにも施されている）。
- ネックは新開発のロングテノン・ネックを採用し、ボディのフロントピックアップ中央付近まで差し込まれたディープ・ジョイントにより、サステインが向上。
- ネックシェイプはネックの裏側の頂点を6弦側に少しずらしたアシンメトリカル（左右非対称）ネックを採用した。6弦側を厚く、1弦側を薄くすることで握りやすさと弦の押さえやすさが向上。
- ピックアップは出力の高い「バーストバッカー・プロ」を搭載。
- ブリッジとテールピースはナッシュビルTOMのチューン・O・マチックから、トーンプロス社のロッキング・トーン・プロに変更、弦交換の際に外れて脱落するのを防止。
- ストラップ・ピンはダンロップ製のロックピンに変更。
- ジャックはノイトリック・ジャックを採用、シールドを差し込むとロックされて簡単に抜けるのを防止。

サウンド面に関しては、従来のスタンダードや同時期に生産されたトラディショナルより高域が強調されている。
2012年生産モデルより、以下の部分の仕様が変更された。
- コイルタップ機能が従来のモデルより向上され、よりシングルコイルピックアップに近いトーンが出せるようになった。
- ネックは2008年モデルと同じアシンメトリカルネックが採用されたが、2008年モデルよりも薄くなった。
- 指板が、丸みのあるローポジションからハイポジションにかけて徐々に平らになっていく「コンパウンド・ラディアス」を採用。
- ボディは、トラディショナルや2008年モデルとは異なり、モダン ウェイト・リリーフと呼ばれる加工が施された。重さ・音域共にトラディショナルと2008年モデルの中間となっている。
- ピックアップのバーストバッカー・プロが改良され、コイルタップ機能が使用可能となった。
- アウトプット・ジャックがトラディショナルと同じメタルプレートになった。

上記のバーストを再現したモデルはゴールドトップ同様、ヒストリック・コレクション・シリーズとして、カスタムショップで定番として生産しており、また若干廉価な価格としてはスタンダードモデルは現代的にブラッシュアップされており、従来の仕様に基づくモデルは下記のトラディショナルモデルが役目を引き継いでいる。

### レスポール・スタンダード 40周年記念モデル (Les Paul Standard Gibson Les Paul Standard 40th Anniversary Ebony) (1991年:300本限定発売)
（出典：）
限定販売であるため、海外では非常に人気・評価が高く、プレミア価格となっており、40万円近くで取引される事も多々ある。
1991年発売当時のLes Paul Customの定価が26万円に対し、販売当時同モデルは定価は30万円で発売されており、ハイグレードモデルとなっていた。
- ギターデザインは、エボニー指板にブラックのカラー＋ゴールドハードウェア、アイボリーカラーのピックアップカバーにピックガード、ピックアップにP-100、クルーソン・グリーンキーのペグ。
- ボディはマホガニー＋メイプルトップ、ネックはマホガニー＋エボニー指板のセットネック仕様を搭載。
- P-100はP-90のサウンドはそのまま踏襲しつつ、スタック構造のハムバッカー構造にする事で、ノイズを軽減するハムキャンセル構造を持たせたモデルとなっている。
- 重量は4.88kgとなっている。

12F部に「40th Anniversary」ロゴ入りインレイ、ネック裏にも「Anniversary Limited Edition」のロゴが入っている。

著名なアーティストでは、ロックバンドMULTI MAXのギタリスト村上啓介が販売当時から愛用している。

### レスポール・デラックス (Les Paul Deluxe)（1968–1985）
1968年の生産再開時に登場。デラックスの最初のモデルは、ワンピースのボディとスリムなスリーピースのネックが特徴（これらの初期の「ワンピース」ボディの一部は、実際には1950年代のレスポールパーツの在庫であると考えられている）。エピフォン製の余剰の「ニューヨーク」ハムバッカーとしても知られる「ミニハムバッカー」搭載を特徴とし、ギブソンが開発したP-90ピックアップのカバー型のエスカッションを介して、P-90ピックアップ用のザグリに、無加工で装着されている。
1969年にはマルチピースボディ（通称パンケーキ・ボディ）と呼ばれるボディ（メイプル材を上下からホンジュラス・マホガニー材で挟む構造）を持つモデルが発売された。1969年後半にネックに強化のためボリュートの膨らみが追加された。1975年後半までに、ネックの材はマホガニーからメイプルに変更され、1980年代初頭にマホガニーに戻った。
1969年のデラックスには、ヘッドのGibsonの「i」の上にドットのないロゴが特徴である。1969年後半から1970年初頭までに、「i」の上に点が表示され、ヘッドストックの背面に「Made In USA」のスタンプが追加された。ギブソンは、1972年から1974年までのフルサイズハムバッカートップピックアップを備えた特注ギターとして221本のデラックスゴールドトップおよびその他の色を生産した（1973年に179本、1974年に28本、1972年に9本、1976年に5本）。これらのゴールドトップは、今日では珍しく、コレクター市場で9,500ドルから10,000ドルの価値がある。これは、1958年以来工場出荷のハムバッカーピックアップを搭載したゴールドトップの最初のギターだったためである。1974年の終わりまで、製造されたギブソンレスポールデラックスの9割はゴールドトップだった。ゴールドトップよりも価値の低い新しい色が1975年から登場した。1980年に生産終了。
アイアンメイデンのエイドリアンスミスは1980年に、1972年製ギブソンレスポールデラックスゴールドトップを使用し、ブリッジピックアップをハムバッカーに改造した。トトのスティーブルカサーは、1971年のゴールドハムバッカー形式のゴールドトップと、1971年のミニハムバッカー付きデラックスタバコサンバーストに加えて、彼がライブで演奏する珍しいフルサイズのハムバッカー付き。ボストンのトムショルツは、1970年代からデラックスゴールドトップ1968を使用している。ピートタウンゼントは、ステージ上で1973年から1979年の間に、ミドルピックアップを追加して、レスポールデラックスを使用した。レッド・ツェッペリンのジミー・ペイジ、は2007年の再結成の際、1970年代にハムバッカーに改造された1969年レッドのギブソンレスポールデラックスを使用した。KISSのエース・フレーリーは1973デラックスタバコサンバーストを使用し、ハムバッカーに改造した。ディオ出身のビビアンキャンベルは、彼のバンドの期間中、ハムバッカーに改造した1977年のデラックスブラックを使用した。スコット・ゴーハムとのブライアン・ロバートソン、シン・リジィは、また（ブライアンは1977年にハムバッカーに彼のデラックスチェリーサンバースト1973を改造した）、1970年代にレスポールDeluxeを使用した。スラッシュのコレクションには、1975年にデラックスチェリーサンバーストがハムバッカーに改造されている。イングヴェイマルムスティーンは、コレクションに1969ギブソンレスポールデラックスゴールドトップを置き、ハムバッカーに改造した。数年前に25,000米ドル以上で売却された。

### レスポール・パーソナル / プロフェッショナル (Les Paul Personal / Professional)
69年に発表。ピックアップがロー・インピーダンスピックアップが搭載されている。さまざまな音を出せるような特殊なサーキット構造を持っている。レスポール・プロフェッショナルと同仕様である。

### レスポール・レコーディング (Les Paul Recording)
1971年に発売されたプロフェッショナルの上位機種でレスポールの最上機種であった。プロフェッショナルと同じロー・インピーダンス搭載だが、インピーダンスを変換する回路が組まれており、通常のセッティングでも演奏することができる。バリトーン・スイッチ、フェイズ・スイッチ、プリセット・トーンも搭載されており、様々なサウンドを奏でることができる。グローバー・チューナー、トラベラー・ブリッジを標準搭載。レスポール・ベースの初代モデルにもデザインが採用された。1980年に生産終了したが、レス・ポールは生産終了後もこのモデルにマルチ・トラック装置を取り付けたものを好んで使用していた。

### レスポール・シグネイチャー (Les Paul Signature)
1973年に登場したレスポールシリーズ初の16インチ、セミ・ホロウボディーのモデル。独特のカッタウェイはビルローレンスのデザインによる物で、ボディーはES-335のテンプレートが使われていた。レスポール・ベースの2代目モデルにもデザインが採用された。1978年に生産終了。

### レスポール・アーティスト (Les Paul Artist)
79年に発表。ギブソン・RDアーティストに搭載されていた多彩なサウンド・バリエーションを誇るサーキットをレスポールに移植し、マッチングさせたもの。好評価を得られず、1982年に生産終了となる。

### ザ・ポール (The Paul)（1978–1982）

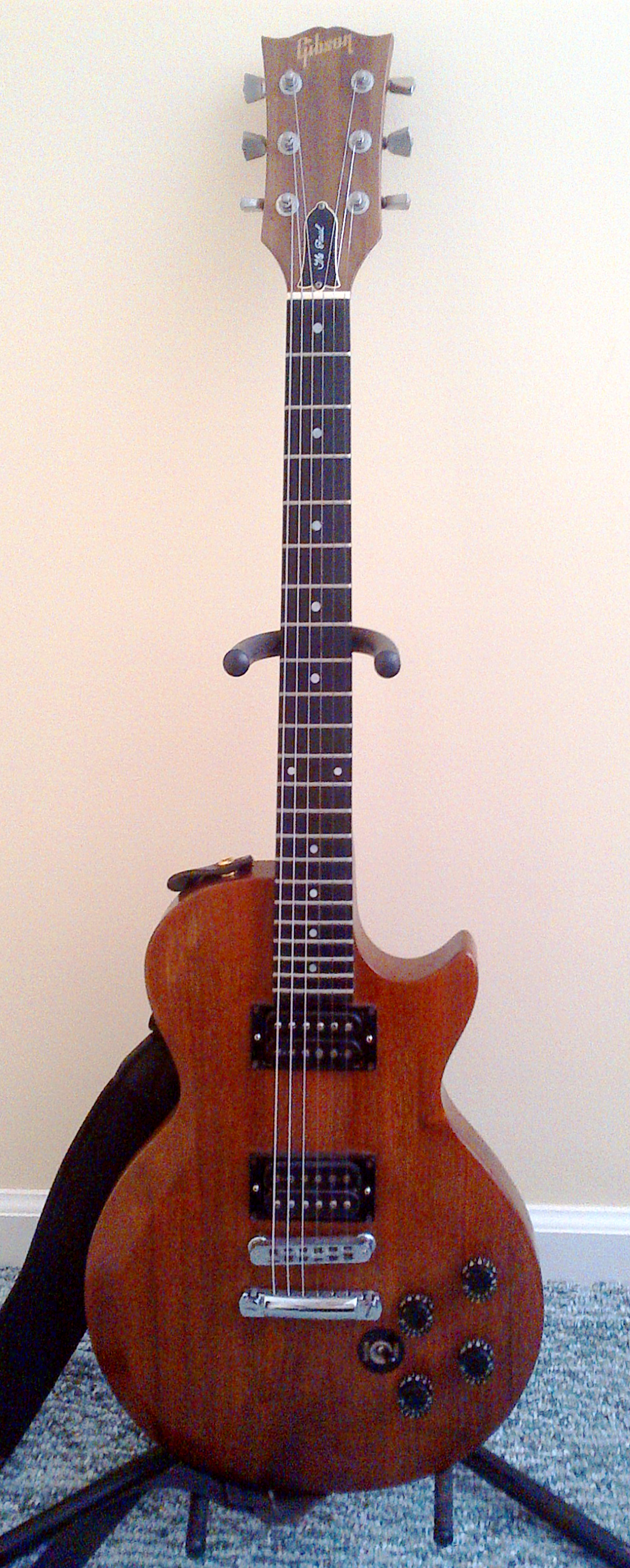
The Paul

バインティングこそ入っていないが、ネックとボディは高級なウォルナット材、パールドットインレイを備えた22フレットエボニー指板 、ゴールドのギブソンロゴ（1978-1981）またはヘッドストックにブランド化されたギブソンのロゴ。ヘッドストックオーバーレイ（Firebrand、1981-1982）、3サイドチューナー、tune-o-maticブリッジ、ストップテールピース、2つのオープンタイプのハムバッカーピックアップ、4つのノブ（2ボリューム、2トーン）。3ウェイピックアップスイッチをSGのようにボリューム近くに配置する事によりレスポールより構造が簡略化してある。フラットトップで表裏ともボディ上側にコンター加工が施されている。クロームハードウェア、24.75インチスケール、1.6875インチナット幅、Groverのペグなどのハイエンド仕様。ブラウンの木目のナチュラル仕上げのため、「コーヒーテーブルバースト」と呼ばれることもある。ボディ、ネックまで塗りつぶしフィニッシュのFIREBRAND"The Paul"Deluxeも存在する。

### ザ・レスポール (The Les Paul)
トラスロッド・カバー、ボリューム/トーン・ノブやエスカッション類など、プラスチックで作られる部品を、全てローズ・ウッド材から切り出されている高級モデル。指板は、ローズ・ウッド材を左右エボニー材から挟んだ、サンドイッチ構造となっている。

### レスポール・スタジオ (Les Paul Studio)（1983–現在）

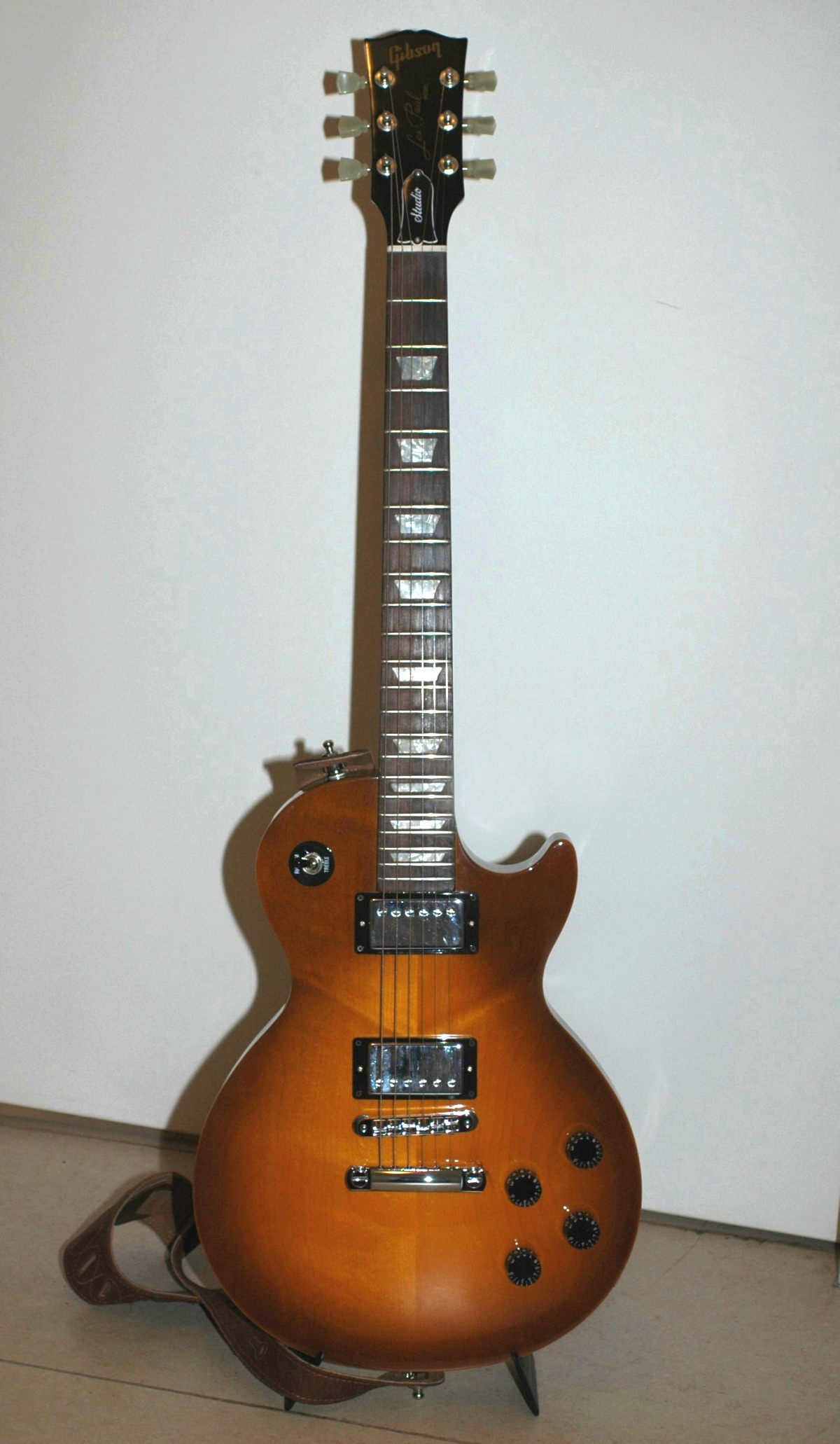
レスポール・スタジオ

1983年から登場。スタジオミュージシャン向けとしたスタンダードモデルからバインディングを省略した、コストパフォーマンスに優れたモデル。1983年から1986年までの最初のスタジオは、マホガニー/メイプルではなくアルダーボディで作られた。現在のスタジオには、メイプルまたはマホガニーのキャップが付いたチャンバー付きマホガニーボディ仕様。エントリーレベルのLes Paul Studioは「色あせた」重量軽減マホガニーボディとトップ、サテン仕上げ。2018年にネックバインディングとギブソンの最も人気のあるハムバッキングピックアップのペア、57クラシックと57クラシック+、および2つのプッシュプルポットが導入された。グローバーチューナー、自己潤滑ナット、およびアルミニウムチューンオーマチックブリッジが導入された。
ギブソンはまた、スタジオをスタンダードモデルで提供した。このモデルは、ネックとボディのバインディング、エボニーの指板、サンバースト塗装仕上げ。当時のすべてのスタジオには、ドットインレイと薄いボディがあった。材・電装はスタンダードモデルに準ずるが、オールメイプル仕様の"Raw Power"モデル、オールマホガニー仕様の"Japan Limited Run"モデルなどのバリエーションがあった。

### レスポール・クラシック (Les Paul Classic)
1990年に生産が開始されたレスポール・スタンダード1960年モデルのリイシュー。ピックガードに1960と刻印が入っているが、1960年製オリジナルとはかなり異なっている。2020年現在ではスタンダードモデルの若干の廉価版という扱いの仕様（メイプルの杢のグレード、ピックアップの種類等）になっている。2008年にスタンダードモデルが現代的な仕様に変更されたため、これまでのスタンダードの仕様で発売された。名称の通りスタンダードモデルの伝統的な仕様で、80年代から90年代にかけて製造されたスタンダードの作りが継承されている。製造年によっては従来のスタンダード同様ボディのマホガニー部にウェイト・リリーフ・ホールと呼ばれる9つの穴が空けられており、軽量化が計られている。2020年モデルとしてはスタンダードモデルの企画の見直しを受けてか、生産はされなかった模様。

### レスポール・カタリナ (Les Paul Catalina)
1997年から1999年までのわずか2年のみ製作されたレスポールスタンダードのカスタムショップ製のギター。
メイプルトップ、マホガニーバックで通常のスタンダードとの違いは指板がエボニーであること、ボディ内部がトーンコントロール部までも大幅にくり抜かれたダイナミックチェンバーボディとなっていること、ヘッドにはバインディングが巻かれ、一部個体はカスタムショップ製が記載された白蝶貝のサークルインレイが施されている。またポジションマークも白蝶貝となっている。
トラスロッドカバー、ピックガードなどのハードウェアはパーロイド製になっている。一部個体はバックプレートまでパーロイド製となっている。ピックアップは同社の57クラシックが標準でマウントされている。
ネックの太さは59年レスポールのようなオリジナルに近い太さになっている。
カラーはリバーサイド・レッド、カナリー・イエロー、カスケード・グリーンの3色がラインナップされており、当時のカタログでもこの3色のみである。
カタリナは目立つ派手な色で単色をコンセプトに作られていたが、パールが混ざられたダークグレイが存在しており、発売初期に数本のみ市場に出されている。

#### レスポール・エレガント（Les Paul Elegant）
上記のカタリナの姉妹モデルとして同年に発売されている。変更点としてボディはキルテッドメイプルのマホガニーバック。インレイなどの装飾はアバロンに変更、ヘッド部のバインディングは無しになっておりその他は同じ仕様。

### ロボット・ギター
2007年12月に発売。ドイツのTronical Gmbh社開発の自動チューニングシステム「Powertune」を、レスポール・スタジオに搭載したモデル。ブリッジに、各弦の音高を測定するセンサーが入っており、またペグにはモーターが付加されている。センサーで拾われた各弦の音高はギター内部のCPUに転送され、更にCPUが電動ペグをコントロールしてチューニングを調節する。CPUからペグへの信号と電源の供給は弦を利用している。チューニングには6種類のプリセットが設定されている（基本的なチューニングの他、自分の好みのチューニングを設定できる）。色展開はブルー・シルバー・バーストのみ。翌年にはレスポール、SG、フライングV、エクスプローラーのラインナップになりカラーは幾つかあるが、どれもシルバーバースト・カラーでロボット・ギターのみのカラー。

### ダーク・ファイアー（Dark Fire）（2008-2010）
2008年発売のレスポールの変種。Tronical Gmbh社製のPowertuneセルフチューニングシステムの更新バージョンを使用した、第2世代のロボットギター。変化自在のサウンドを生み出す“カメレオン・トーン技術”を導入。Robot Interface Pack（RIP）と呼ばれるオーディオインターフェイスが含まれ、付属のハードウェア＆ソフトウェアを使用してPCと接続することができるなど、従来のギターの概念を覆す機能が搭載された。
ピックアップはフロントにP-90H、リアにBurstbucker3ハムバッカー。ブリッジは特別なTronical設計の圧電チューンOマチックブリッジを搭載。MCKを介して圧電を作動させ、磁気と圧電を標準の1/4インチギターケーブルでブレンドした。ピエゾ信号と磁気信号を2つの異なるアンプに分割できるTRSステレオケーブル仕様。ブラックスモークのピックガード等モダンなルックスだった。
2008年12月20日に銀座に新社屋を構えたギブソン・ジャパンにてB'zの松本孝弘へのダーク・ファイアーギター贈呈式が催された。

### オービル製レスポール
1988年よりギブソン社のライセンス供与を受けて、日本国内で製造販売されていたモデル。ラインナップは、「スタンダード」「カスタム」「ジュニア」など、ギブソン社のものに準じており、フジゲンやマツモク工業などが生産を担当していた。

### エピフォン製レスポール

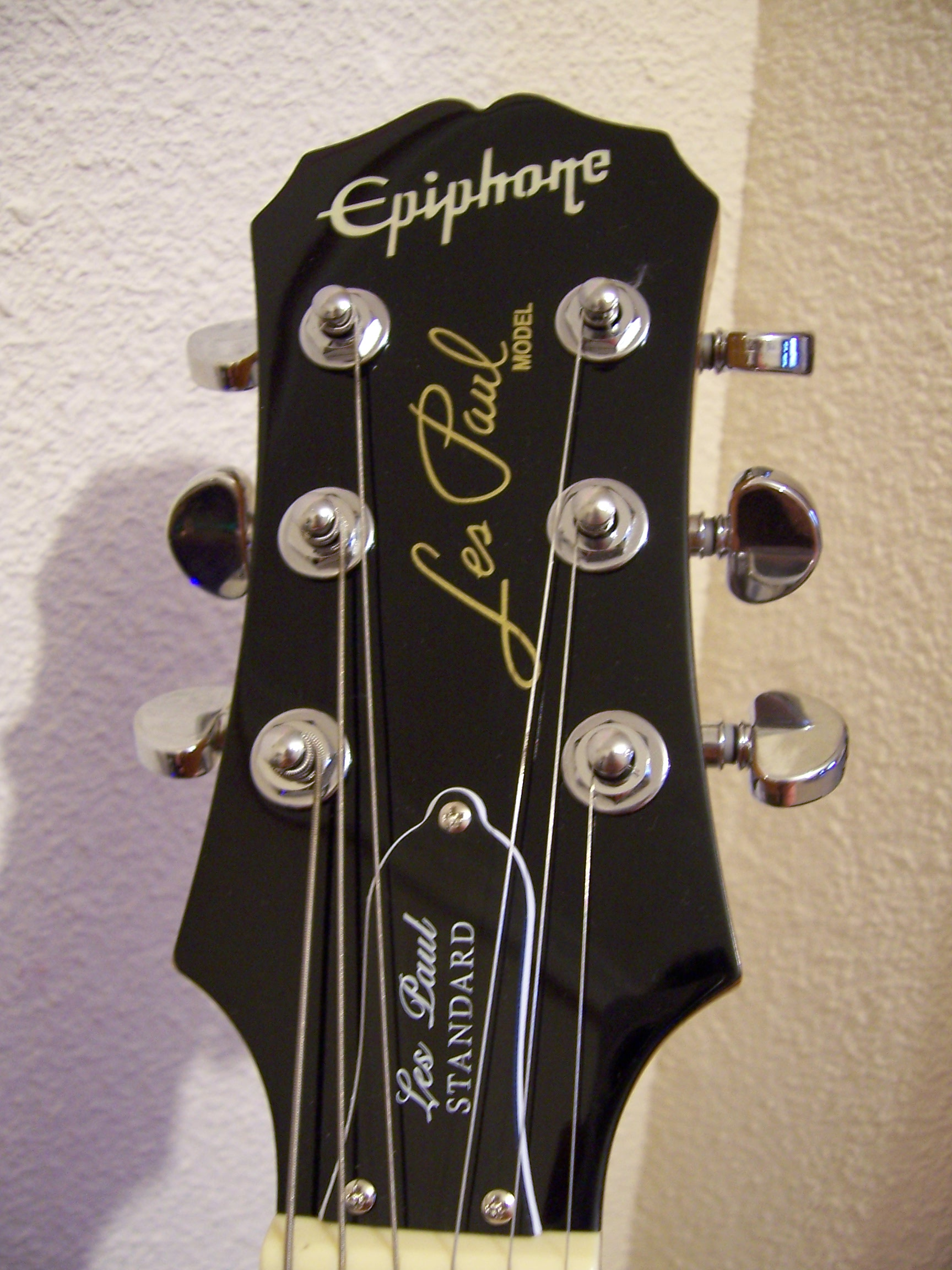
韓国、中国生産のエピフォン・レスポールのヘッドストック

オービルの製造販売が終了した後、廉価版として、資本関係があるエピフォン社により製造販売されているもの。2008年まで、日本のフジゲン・寺田楽器製作所が生産を担当していたが、韓国製（サミック）を経て、現在は中国青島市のGIBSON直営工場産のモデルのみを販売。初期の日本製造モデルを除いて、ヘッドがオリジナルに対して角の部分が切り落とされた旧来からのエピフォンギターの形状をしており、容易に見分けられる。PUセレクタースイッチがコントロール位置に移動しているものや、大きめのピックガード裏にシングルコイルピックアップが付けてあるモデル等、簡素化された仕様も散見され、レスポールゴス、レスポールウルトラ/ウルトラII、レスポールプロフェシー、レスポールトリビュートプラスなど、本家ではあまり一般的ではないモデルもいくつか生産していた。

### マエストロ・レスポール
ギブソンUSAがプロデュースする初心者向け安価ギター・ブランドマエストロ（名称の源流は1970年代のマエストロヴァイブローラやエコープレックスEP-3やファズトーンFZ-1等で有名なMaestro）から日本では2011年に正規輸入代理店となったイシバシ楽器からレスポールとSGが発売された。事前に海外で販売されていたレスポールタイプのSingle Cutaway Curvetopにピックガード、PUカバーが付けられ、スタッド・ブリッジ（ストップ・テイルピース）1本からストップテイルピース+TOMブリッジに変更する等、よりレスポールスタンダードらしい仕様に変更されたモデル。トラスロッドカバーにはby Gibsonのロゴ入りだが、エピフォン製と違いヘッドにLes Paulのロゴは入っていない。2ハムバッカーに2V2Tの操作系は本家と同一。材はボディがメイプルトップ+ポプラバック、ネックがメイプル。金属プレート付きボルトオンネックに指板のドットインレイ等の安価な仕様で中国生産。

## シグネチャーモデル
元々レスのシグネチャーモデルであるレスポールだが、カスタムショップでは、あくまでもレスポールの“バリエーション”として、著名なアーティストのシグネチャーモデルを生産している。カスタムショップの最初のアーティストモデルギターは1996年のJoe Perry Les Paulだった。

### GIBSON USA
- ゲイリー・ムーア
- ジョン・サイクス
- ジョー・ボナマッサ
- バケットヘッド - 24フレット、27インチスケールのバリトン仕様
- ビリー・ジョー・アームストロング
- カーク・ハメット（メタリカ）
- 松本孝弘 （B'z）

### GIBSONカスタム・ショップ
- ピート・タウンゼント（ザ・フー）
- ジミー・ペイジ（レッド・ツェッペリン）
- スラッシュ
- ジョー・ペリー（エアロスミス）
- ピーター・フランプトン
- エース・フレーリー（元キッス）
- ゲイリー・ムーア
- ニール・ショーン（ジャーニー）
- ザック・ワイルド（オジー・オズボーン・バンド、ブラック・レーベル・ソサイアティ）
- デュアン・オールマン
- エリック・クラプトン
- スティーヴ・ジョーンズ（セックス・ピストルズ）
- ジョン・レノン - 改造したレスポール・ジュニア
- ビリー・ギボンズ（ZZトップ）－ 1958年 - 1960年のいわゆるバーストの中でも、特に人気が高い1959年仕様。その50周年モデルとして発売。
- ジェフ・ベック
- マイク・ブルームフィールド
- カーク・ハメット（メタリカ）
- 斉藤和義 - リア側にP-90（コイル巻き数は、レギュラーモデルより少なめ）が1ピックアップのみセットされたゴールドトップモデル。ピックガードは、ES-295に似たタイプ（フラワーパターン）が採用されている。
- 奥田民生 - 厳密なシグネチャーモデルではないものの、使用しているレスポール・スペシャル（P-90ピックアップ、ビグスビー、TVホワイト・フィニッシュ）を忠実に再現したカスタムショップ製作の「Gibson Custom Shop The INSPIRED BY Series Okuda Tamio Les Paul OT Special」が100本限定で製造・販売された[注釈 8]。

## 取り扱い上の注意点
アメリカ製のギブソンの楽器は塗装にニトロセルロースラッカーを使用しているため、ギタースタンドのゴム製の緩衝材や、合成皮革や革製のギターストラップ等に長時間触れていると、塗装面がただれることがある。また汗や汚れも変質の原因となるため、演奏後は汚れを拭いてストラップを外して保管することが好ましい。
レスポールは、ジュニアやスペシャルなどを除き概して重く、ヘッドに角度がついている為、床に倒れただけでもナットの少し上あたりからネックが折れ易い。これはネックが1本の木材から切り出されているため、木目が角度のついたヘッド部分で変わってしまい、強度的にもろくなっているためである。一部の他社のコピーモデルや廉価なレスポールタイプはナットの下付近で斜めに接いである（スカーフジョイント）ため、この問題をある程度解決しているとされる論もあるが、これは木材の節約が主な目的である。経年でヘッドが下へ曲がり落ちやすいのも弱点であり、リペアを必要とする事故はこの機種が一番多い。

## コピー・モデル
レス・ポール・モデルはグレコやトーカイ、ESP、ヘリテージギターズ、フェルナンデス(バーニー・ブランド)など、様々な会社によりコピー・モデルが製造されている。日本国内の訴訟では、ギブソン社が長い間コピーモデルの生産を黙認してきたとされ、ギブソン社の敗訴となった。(東京高裁 平成10年(ネ)第2942号。平成12年2月24日判決言渡)これらのコピー・モデルのうちグレコ、トーカイなどが1970年代に製造した楽器は、現在日本では関連書籍が発行された影響で「ジャパン・ヴィンテージ」（和製英語）と呼ばれ、比較的高額で取引されている。
また、厳密なコピー・モデルではないものの、レスポールと形が似通ったポール・リード・スミスの「シングルカット」に対し、ギブソン社は訴訟を起こした。ギブソン側の主張によると「スモークがたかれたステージでは両者のギターは区別がつかず、消費者が混同し、間違って買ってしまう」とのことであった。2004年には連邦地裁により、製造、販売差止めの処分がくだされたが、2005年、第2審である第6合衆国連邦巡回区控訴裁判所では一審判決が破棄され、ギブソンの訴訟は棄却された。ギブソンは控訴したが、2006年、合衆国最高裁判所への上告は棄却されギブソンの敗訴が確定した。判決では「両者のギターを混同するのはアホだけである(only an idiot would confuse the two.)」と読み上げられた。
コピーモデルでは如何にオールドモデルの褪色具合を再現するかに大きな努力が払われてきたと言える。以前は似たような色に調合するしか手がなかったが、現在ではオールドモデルの新品当時の調合で塗装した後、温度、湿度や光をコントロール出来る塗装劣化促進設備で様々な褪色やウェザーチェックまでもを再現出来るようになった。しかし、木材そのものの経時固化による音の「枯れ具合」までは再現出来ていないため、「外見は古いが鳴りは若い」という楽器としては歪（いびつ）な状態と言えなくもない。近年、木材を高温高圧で固化させることでオールドバイオリンのような数百年相当までものエイジングを再現出来る技術もヤマハから出てきてはいるが、パテントの関係や設備が非常に高価なため、オールドレスポールレプリカへの採用はまだ無い。